# الدشر آيت فاسكا (تدرين آيت عبد السلام)
الدشر آيت فاسكا هو دُوَّار يقع بجماعة آيت فاسكا، إقليم الحوز، جهة مراكش آسفي في المملكة المغربية. ينتمي الدوّار لمشيخة تدرين آيت عبد السلام التي تضم 15 دوار. يقدر عدد سكانه بـ 397 نسمة حسب الإحصاء الرسمي للسكان والسكنى لسنة 2004.

## روابط خارجية
- البوابة الوطنية للجماعات الترابية
- المندوبية السامية للتخطيط